# Eleonore Condorussi
Eleonore Condorussi (née le 21 février 1803 à Vienne, mort le 17 juin 1873 à Baden bei Wien) est une actrice autrichienne.

## Biographie
Le père d'Eleonore Condorussi est Demeter Condorussi, riche grossiste grec vivant à Vienne, sa sœur Emilie est aussi actrice. Les deux sœurs, célèbres pour leurs beautés, sont engagés par Carl Carl, le directeur du Theater an der Wien, pour une petite tournée en province. Eleonore devient vite connue à Vienne, plus que sa sœur qui préfère se retirer du théâtre après son mariage avec Ludwig von Wirkner en 1837.
En 1829, elle passe du théâtre de Pest au Theater an der Wien. En septembre de la même année, elle joue le rôle-titre de la pièce Pfeffer-Rösel oder die Frankfurter Messe de Charlotte Birch-Pfeiffer. Le 23 avril 1830, au théâtre de Leopoldstadt, elle est Finette dans Finette Aschenbrödel oder Rose und Schuh, Zauberspiel mit Gesang und Gruppierungen d'Auguste Schreiber.
De 1829 à 1843, elle est l'un des membres les plus populaires de la troupe de Carl Carl. Après sa participation au vaudeville Kakadu, elle se retire de scène le 20 mai 1843. Mais elle revient le 22 mars 1854 sous son nom d'épouse Condorussi-Ungar après son mariage avec Heinrich Karl Ungar dans Der Verschwender de Ferdinand Raimund. Pendant son absence, elle eut une liaison avec un général de l'armée autrichienne.
Pour Eleonore Condorussi, Johann Nestroy créé le rôle de la "fille douce" ("süßen Mädels"). Elle devient connue grâce à ce rôle. Lors de la création de ses pièces, elle fait en sorte de ne pas avoir de rivales sur scène.

## Scénographie (œuvres de Johann Nestroy)
- Nagerl und Handschuh (1832)
- Zampa der Tagdieb (1832)
- Der konfuse Zauberer (1832)
- Die Zauberreise in die Ritterzeit (1832)
- Der Zauberer Februar (1833)
- Der Tritschtratsch (1833)
- Der Zauberer Sulphurelectrimagneticophosphoratus (1834)
- Müller, Kohlenbrenner und Sesseltrager (1834)
- Die Fahrt mit dem Dampfwagen (1834)
- Die Familien Zwirn, Knieriem und Leim (1834)
- Weder Lorbeerbaum noch Bettelstab (1835)
- Die beiden Nachtwandler (1836)
- Eine Wohnung ist zu vermiethen in der Stadt (1837)
- Moppels Abentheuer (1837)
- Das Haus der Temperamente (1837)
- Glück, Mißbrauch und Rückkehr (1838)
- Gegen Torheit gibt es kein Mittel (1838)
- Die verhängnisvolle Faschingsnacht (1839)
- Der Färber und sein Zwillingsbruder (1840)
- Der Erbschleicher (1840)
- Das Mädl aus der Vorstadt (1841)
- Liebesgeschichten und Heurathssachen (1843)

## Source de la traduction
- (de) Cet article est partiellement ou en totalité issu de l’article de Wikipédia en allemand intitulé « Eleonore Condorussi » (voir la liste des auteurs).